# Xúc xắc
Xúc xắc hay còn gọi là xí ngầu là một khối nhỏ, có dạng một khối đa diện lồi, thường được làm bằng nhựa hoặc gỗ (đôi khi là kim loại hoặc vật liệu khác) được đánh dấu chấm tròn hoặc ghi số với số lượng nhất định cho các mặt. Xúc xắc dùng như một hình thức tạo số ngẫu nhiên trong một số trò chơi.

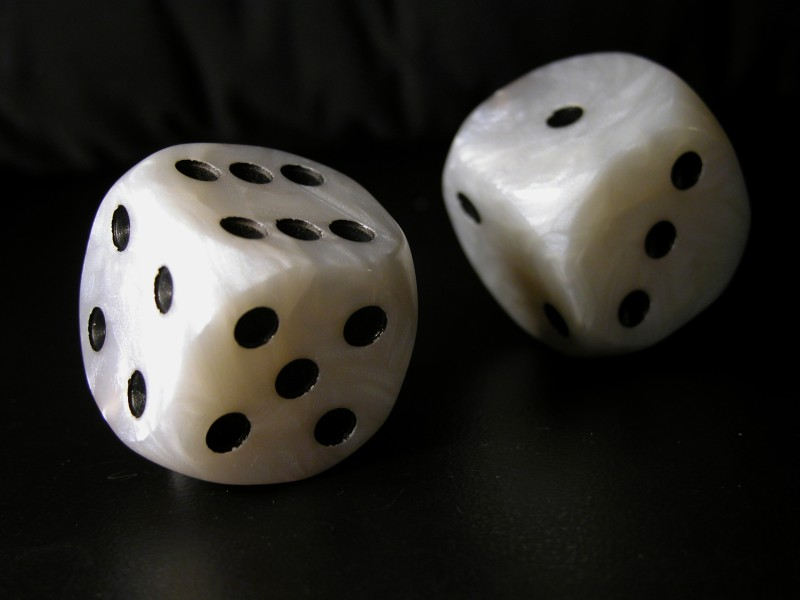
Hai viên xúc xắc chuẩn 6 mặt.

Paschier Joostens, De Alea, 1642

Loại xúc xắc phổ biến nhất là xúc xắc 6 mặt hình lập phương, với mỗi mặt có ghi số hoặc đánh dấu chấm tròn từ 1 đến 6. Trên xúc xắc này, hai mặt đối diện nhau luôn có tổng (giá trị) bằng 7.